# Hacienda San Pedro
Hacienda San Pedro es un sitio histórico situado en el municipio de General Zuazua , en el estado nororiental mexicano de Nuevo León, el sitio sirvió como hacienda y fuerte contra las incursiones indígenas tanto locales como provenientes de Texas.

## Historia
La información más antigua relacionada con la Hacienda San Pedro corresponde al año 1666, fue propiedad de varias familias españolas, su historia está ligada a la colonización del Valle de las Salinas en el antiguo Nuevo Reino de León. El fundador y primer propietario de esta hacienda fue el Capitán Alonso de Treviño. En 1814 fue transferida a la familia Gutiérrez de Lara, ese tiempo comprendía una gran extensión del Valle de las Salinas. Su construcción duró 31 años , y se terminó en 1845 . El casco de la hacienda también fue utilizado como una fortaleza, el general Mariano Arista y sus tropas pasaron la noche en esta hacienda después de tener un combante contra 600 comanches el 23 de enero de 1840, además de este acontecimiento, el sitio era usado como fortaleza durante muchos los ataques de los indios durante la Guerra Comanche.

## Etapa Productiva
Una acequia (canal de riego) que partía del río Salinas fue utilizado para el riego de parcelas, donde la gente cultivaba maíz, caña de azúcar, vid, hortalizas y árboles frutales, y también criaba ganado, cabras y ovejas. Las actividades productivas de la Hacienda San Pedro terminaron en 1950, y la mayor parte de su territorio fue vendida. Durante tres décadas, este edificio estuvo a merced de la soledad y la destrucción.

## Rescate
En 1984, la Universidad Autónoma de Nuevo León adquirió el casco de la Hacienda San Pedro, iniciando las obras de rehabilitación en abril de 1986.

## Actualidad
En la actualidad, este edificio sirve como un centro cultural y museo de la UANL. Cuenta con un servicio de visita guiada, una biblioteca con libros sobre la historia del noreste de México, galerías de exposiciones históricas y artísticas.